# H.E.R.B.I.E.
H.E.R.B.I.E. (Humanoid Experimental Robot, B-type, Integrated Electronics) is een fictieve robot uit de strips van Marvel Comics. Hij werd oorspronkelijk bedacht voor de Fantastic Four animatieserie uit 1978. Hierin was hij een vervanger voor de Human Torch.

## Karakter geschiedenis
Toen in 1978 een nieuwe animatieserie over de Fantastic Four zou worden gemaakt, kon de Human Torch hierin niet meedoen. Dit omdat rond dezelfde tijd ook een film over de Human Torch stond gepland. Een veel gehoord gerucht is dat de Human Torch werd weggelaten omdat men bang was dat kinderen hem zouden proberen na te doen door zichzelf in brand te steken, maar dit gerucht is nooit bevestigd.
Aangezien er wel vier leden nodig waren, kwam Stan Lee met het idee voor een kleine robothelper. Tekenaar Dave Cockrum kreeg de opdracht om de robot te ontwerpen. Hij vond het idee maar niks, en schoof de opdracht door naar Jack Kirby, een van de medebedenkers van de Fantastic Four. Jack gaf H.E.R.B.I.E. zijn uiterlijk.
H.E.R.B.I.E. maakte zijn debuut in de animatieserie. Zijn stem werd gedaan door Frank Welker. Kort na de première van de serie werd de robot ook geïntroduceerd in de strips door Marv Wolfman en John Byrne.
H.E.R.B.I.E. is niet bepaald populair bij de meest Fantastic Four fans. Niet alleen omdat hij in de animatieserie een van de vier hoofdpersonen verving, maar ook omdat hij was ontworpen om “schattig” te zijn. De meeste fans vonden hem eerder irritant.

## Biografie
H.E.R.B.I.E. werd gemaakt door Mr. Fantastic en Master Xar van de Xandarians, die hoopte dat de robot hun kon helpen in hun zoektocht naar Galactus. Dit omdat ze Galactus’ hulp nodig hadden om de superschurk de Sphinx te verslaan.
Wat geen van beide wist was dat Dr. Sun, een vijand van Master Xar wiens bewustzijn in de Xandarian computers zat, in staat was te ontsnappen door zijn bewustzijn over te brengen op H.E.R.B.I.E.s lichaam. Een buitenaardse piraat stierf onder msyterieuze omstandigheden in H.E.R.B.I.E.s bijzijn, en de schurk Blastaar ontsnapte uit de Negative Zone, maar niemand vermoedde dat H.E.R.B.I.E. hierachter zat.
Na Suns poging om de Fantastic Four te elimineren via Blastaar mislukte, onthulde hij zichzelf en sloot Invisible Woman en Human Torch op in het Baxter Building. Hij verliet H.E.R.B.I.E.s lichaam en bracht zijn bewustzijn over op de computers van het Baxter Building, wat hem de macht over het hele gebouw zou geven. Mr. Fantastic was in staat Dr. Sun weg te houden bij de rest van de computers, maar H.E.R.B.I.E. besefte dat Dr. Sun altijd terug kon keren naar zijn lichaam. De robot vernietigde daarom zichzelf, de computer en Dr. Sun.
Andere H.E.R.B.I.E. robots werden in de loop der jaren gebouwd, en verrichtten verschillende taken rond het Baxter Building.

## Ultimate Fantastic Four
In het Ultimate Marvel universum, bestaan een groot aantal H.E.R.B.I.E. robots. Dit zijn zowel kleine vliegende robots, en een paar enorme mech-achtige bewakers.

## Andere Media
Naast de animatieserie uit 1978 verscheen H.E.R.B.I.E. ook in de animatieserie uit 2006. Hierin werd zijn stem gedaan door Samuel Vincent.